# Raad voor Handel en Ontwikkeling
De Raad voor Handel en Ontwikkeling (Engels: Trade and Development Board) is het uitvoerend orgaan van de UNCTAD. Het bestuur van de UNCTAD wordt dus uit handen gegeven aan deze permanente raad, die verantwoordelijk is voor de werkzaamheden van de organisatie tussen de vierjaarlijkse conferenties. De Raad voor Handel en Ontwikkeling controleert de activiteiten van de organisatie en vergadert over dringende beleidskwesties en omtrent institutionele en bestuursproblemen.
De Raad komt minstens eenmaal per jaar samen in Genève voor de jaarlijkse vergadering. Buiten deze vergadering, heeft de Raad ook tot driemaal per jaar een bestuursvergadering en eventueel ook één of meer bijzondere vergaderingen.
De Raad wordt bijgestaan door drie commissies die één keer per jaar vergaderen.
- Commissie voor handel in goederen, diensten, grondstoffen
- Commissie voor investeringen, technologie en financiële zaken
- Commissie voor ondernemingen, handel en ontwikkeling

## Geschiedenis en gebeurtenissen
De geschiedenis van de Raad voor Handel en Ontwikkeling begint in 1964 bij het ontstaan van de UNCTAD. In 1976 werd tijdens de vierde conferentie van de UNCTAD in Nairobi besloten om de Raad voor alle  leden open te stellen. Tijdens diezelfde conferentie werd ook besloten dat er een tweejaarlijkse bijeenkomst op ministerieel niveau zou komen. Tijdens de achtste en negende conferentie van de UNCTAD (Cartagena 1992 en Midrand 1996) werd besloten om het aantal commissies die de Raad voor Handel en Ontwikkeling bijstaan te verminderen van 7 naar 3. In 1996 bestond de Raad voor Handel en Ontwikkeling tijdens de negende conferentie van de UNCTAD in Midrand uit 115 regeringsafgevaardigden.

## Bevoegdheden
De Raad heeft 4 grote bevoegdheden:
- Beslissingen en aanbevelingen van de conferenties uitvoeren
- Opdracht geven om research en studieprojecten te laten uitvoeren
- Voorbereidend werk doen voor de volgende conferentie in vorm van een comité
- Stemmen van resoluties

## Overzicht van de vergaderingen sinds 2004
Jaarlijkse vergaderingen 
| Editie | Jaartal | Van     | Tot     |
| ------ | ------- | ------- | ------- |
| 51ste  | 2004    | 4 okt   | 15 okt  |
| 52ste  | 2005    | 3 okt   | 14 okt  |
| 53ste  | 2006    | 27 sept | 10 okt  |
| 54ste  | 2007    | 1 okt   | 11 okt  |
| 55ste  | 2008    | 15 sept | 26 sept |

Bijzondere vergaderingen 
| Editie         | Jaartal | Van    | Tot    |
| -------------- | ------- | ------ | ------ |
| 21ste          | 2004    | 10 mei | 11 mei |
| 22ste          | 2005    | 18 jul | 18 jul |
| 23ste (deel 1) | 2006    | 8 mei  | 11 mei |
| 23ste (deel 2) | 2006    | 12 jun | 16 jun |
| 23ste (deel 3) | 2006    | 3 okt  | 10 okt |
| 24ste          | 2008    | 17 maa | 20 maa |

Bestuursvergaderingen 
| Editie | Jaartal | Van    | Tot    |
| ------ | ------- | ------ | ------ |
| 34ste  | 2004    | 10 maa | 10 maa |
| 35ste  | 2004    | 21 sep | 21 sep |
| 36ste  | 2005    | 3 mei  | 3 mei  |
| 37ste  | 2005    | 26 jul | 26 jul |
| 38ste  | 2006    | 18 apr | 20 apr |
| 39ste  | 2006    | 26 jun | 26 jun |
| 40ste  | 2006    | 14 dec | 14 dec |
| 41ste  | 2007    | 18 apr | 20 apr |
| 42ste  | 2007    | 27 jun | 27 jun |
| 43ste  | 2008    | 3 maa  | 3 maa  |
| 44ste  | 2008    | 10 jul | 10 jul |
| 45ste  | 2008    | 13 nov | 13 nov |

## Leden
Het aantal leden van de raad is 157 staten.
- Afghanistan
- Albanië
- Algerije
- Angola
- Argentinië
- Armenië
- Australië
- Azerbeidzjan
- Bahrein
- Bangladesh
- Barbados
- België
- Benin
- Bhutan
- Bolivia
- Botswana
- Brazilië
- Bulgarije
- Burkina Faso
- Burundi
- Cambodja
- Canada
- Centraal-Afrikaanse Republiek
- Chili
- China
- Colombia
- Costa Rica
- Cuba
- Cyprus
- Democratische Republiek Congo
- Denemarken
- Djibouti
- Dominica
- Dominicaanse Republiek
- Duitsland
- Ecuador
- Egypte
- El Salvador
- Equatoriaal-Guinea
- Estland
- Ethiopië
- Filippijnen
- Finland
- Frankrijk
- Gabon
- Georgië
- Ghana
- Grenada
- Griekenland
- Guatemala
- Guinee
- Guyana
- Haïti
- Honduras
- Hongarije
- Ierland
- IJsland
- India
- Indonesië
- Irak
- Iran
- Israël
- Italië
- Ivoorkust
- Jamaica
- Japan
- Jemen
- Jordanië
- Kameroen
- Kazachstan
- Kenia
- Kirgizië
- Koeweit
- Kroatië
- Lesotho
- Letland
- Libanon
- Liberia
- Libië
- Liechtenstein
- Litouwen
- Luxemburg
- Madagaskar
- Maleisië
- Mali
- Malta
- Marokko
- Mauritanië
- Mauritius
- Mexico
- Moldavië
- Mongolië
- Montenegro
- Mozambique
- Myanmar
- Namibië
- Nederland
- Nepal
- Nicaragua
- Nieuw-Zeeland
- Nigeria
- Noord-Korea
- Noord-Macedonië
- Noorwegen
- Oeganda
- Oekraïne
- Oman
- Oostenrijk
- Pakistan
- Palestina
- Panama
- Papoea-Nieuw-Guinea
- Paraguay
- Peru
- Polen
- Portugal
- Qatar
- Republiek Congo
- Roemenië
- Rusland
- Rwanda
- Sao Tomé en Principe
- Saoedi-Arabië
- Senegal
- Servië
- Sierra Leone
- Singapore
- Slovenië
- Slowakije
- Soedan
- Somalië
- Spanje
- Sri Lanka
- Suriname
- Syrië
- Tanzania
- Thailand
- Togo
- Trinidad en Tobago
- Tsjaad
- Tsjechië
- Tunesië
- Turkije
- Turkmenistan
- Uruguay
- Venezuela
- Verenigd Koninkrijk
- Verenigde Arabische Emiraten
- Verenigde Staten
- Vietnam
- Wit-Rusland
- Zambia
- Zimbabwe
- Zuid-Afrika
- Zuid-Korea
- Zweden
- Zwitserland